# Losgna cariniscutis
Losgna cariniscutis là một loài tò vò trong họ Ichneumonidae.